# أفضح (خيل)

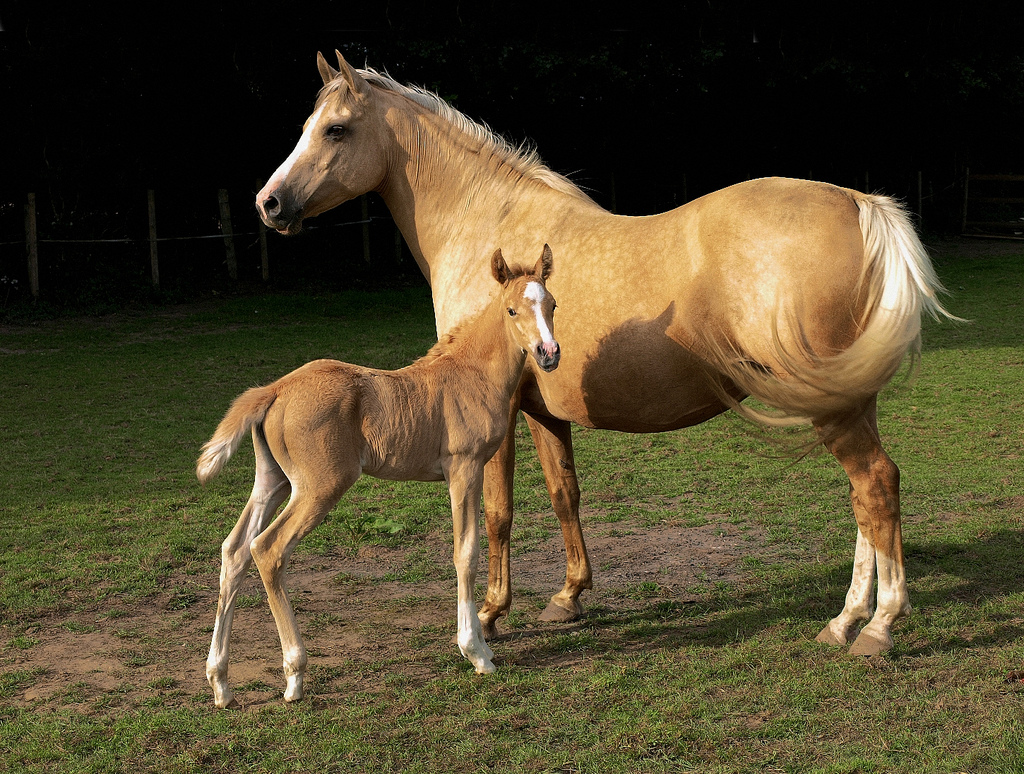
حِجْر (أنثى الفرس) فضحاء مع مهر أشقر. يعرف هذه الدرجة المذهبة للون باسم أفضح.

الأفضح أو الأوضح هو لون جيني [الإنجليزية] لدى الخيل، يتكون من كسوة مذهبة اللون مع بياض في العرف والذنب. ومن الناحية الجينية، فإن اللون الأفضح ينجم عن أليل مفرد لجين تخفيف يطلق عليه اسم جين السوسني والذي يعمل في كسوة أساسية شقراء اللون. ومع ذلك، فإن معظم سجلات سلالات اللون التي تسجل الخيل الفضحاء دُوِّنت قبل فهم جينات لون كسوة الخيل بالشكل الحالي، وبالتالي، فإن التعريف القياسي للفرس الأفضح يعتمد على لون الكسوة المرئي، وليس وجود جين التخفيف الكامن.
وبسبب اللون غير المعتاد، تعد الخيل الفضحاء مميزة في مجال العرض، ويجري البحث عنها بشدة بصفتها خيول تستخدم في المواكب. وقد اشتهرت بشكل خاص في الأفلام والتلفاز أثناء الأربعينيات والخمسينيات من القرن العشرين. ومن بين أشهر الخيول الفضحاء، الفرس تريغر [الإنجليزية]، والمشهور باسم «أجمل فرس في الأفلام»، وهو الفرس الوفي للنجم الراعي للبقر في هوليوود روي ورجرز. ومن بين الخيول الفضحاء الشهيرة الأخرى يأتي مستر إيد [الإنجليزية] (اسمه الحقيقي بامبو هارفيستر (Bamboo Harvester)) الذي تألق في برنامجه التلفزيوني الخاص الذي ظهر في الستينيات من القرن العشرين.

## الوصف

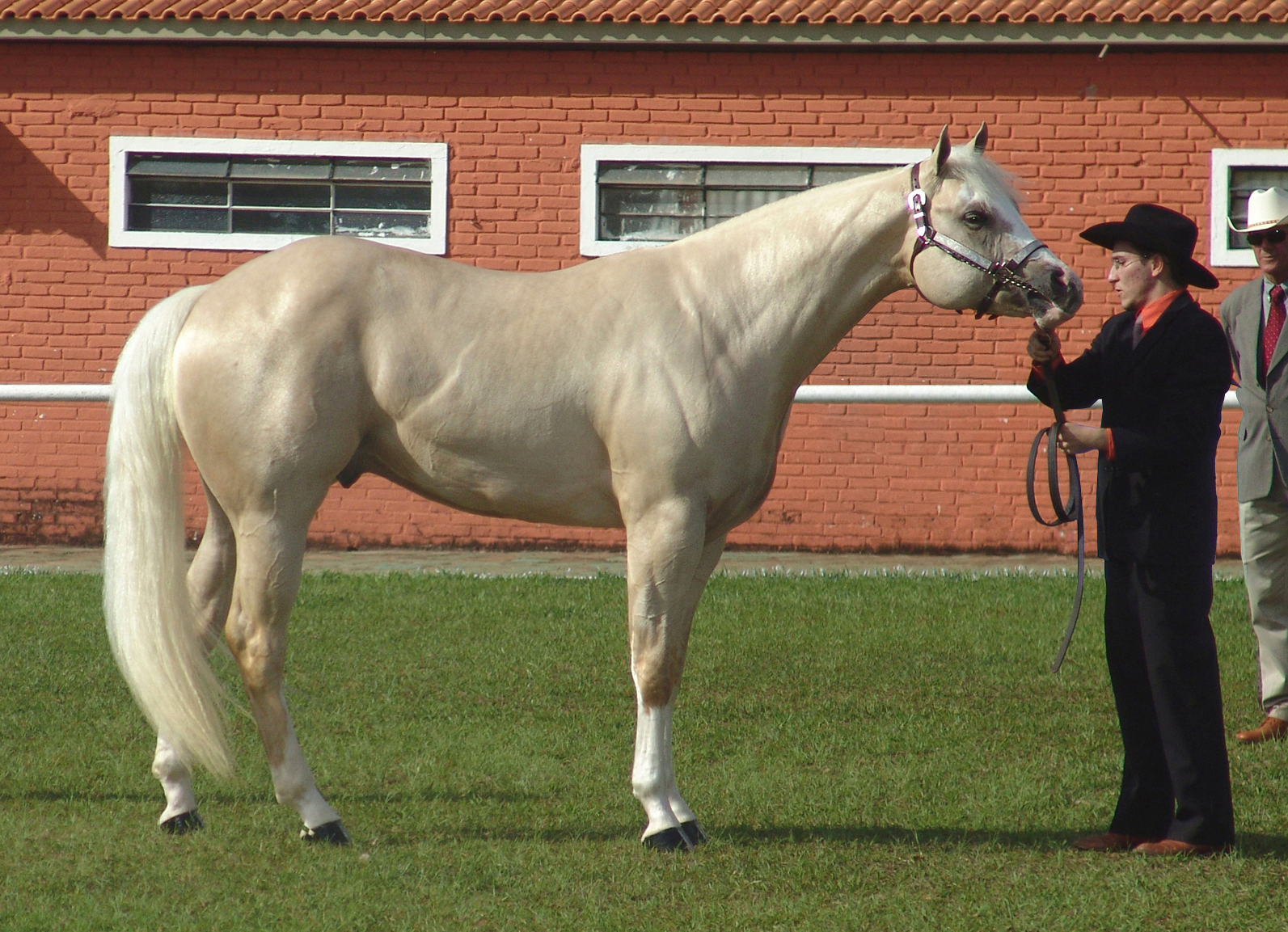
أفضح فاتح. هذا الظل هو في الطرف الأفتح من نطاق اللون الأفضح للفرس، لكن نظرًا لدُكْنة العينين والبشرة، لا يعتبر فرسًا سوسني اللون.

وتتميز الخيول الفضحاء بالكسوة ذات اللون الأصفر أو الذهبي، بالإضافة إلى العرف والذيل الأبيض أو الفاتح. وتراوح ظلال ألوان البدن من اللون السوسني إلى اللون الذهبي الداكن.
وما لم تتأثر الخيول الفضحاء بالجينات الأخرى غير ذات الصلة، فإن هذه الخيول لها بشرة داكنة وعيون بنية، رغم أن بعض هذه الخيول يمكن أن تولد ببشرة قرنفلية يتحول لونها إلى اللون الداكن مع مرور العمر. وبعضها عيونه بنية أو كهرمانية فاتحة قليلاً. ولا ينبغي الخلط بين الفرس المتعدد الزيجوت المخفف بالسوسني (CR) والخيول التي تحمل جين الشمبانيا. يولد الخيل الذي لونه مخفف بجين الشمبانيا (CH) ببشرة قرنفلية يقطية اللون وبعيون زرقاء، والتي تتحول إلى اللون الكهرماني أو الأخضر أو البني الفاتح في غضون أيام، ويكتسب جلده لونًا داكنًا مرقطًا حول العينين والخطم والأعضاء التناسلية كلما الحيوان.
وغالبًا ما يكون الفرس ذو البشرة القرنفلية الوردية والعيون الزرقاء في فترة البلوغ سوسني اللون، وهو حصان يحمل جين السوسني المخفِّف.
ويمكن أن يؤدي وجود جين السخام إلى امتلاك الأفضح لشعر داكن في العرف والذيل والغطاء. وغالبًا ما تكون الكسوة الصيفية للأفضح داكنةً قليلة من الغطاء الشتوي.

## وصلات خارجية
- Palomino horse genetics & photos
- "The Palomino Horse"
- The Palomino Horse Association, founded in 1936
- Palomino Horse Breeders of America, founded 1941